# Ein lustiges Hundeleben
Ein lustiges Hundeleben (Originaltitel: Go, Dog. Go!) ist eine kanadisch-US-amerikanische Zeichentrickserie, die seit 2021 auf dem US-amerikanischen Sender Netflix ausgestrahlt wird. Die Serie basiert auf den gleichnamigen Büchern von P. D. Eastman.

## Handlung
Die Serie folgt Tatze, einer jungen Hündin, die es liebt, Freunde zu finden und ihr Motorrad so schnell wie möglich zu fahren. Tatze und ihre Freunde gehen auf Abenteuer, aber die Hunde selbst scheinen nie Angst zu haben oder in Gefahr zu sein. Ansonsten sind Tatze und Freunde großartige Vorbilder und werden Vorschulkinder (und ihre Erwachsenen) über ihre Possen laut kichern lassen.

## Figuren
- Tatze (im Original Tag Barker) ist die Hauptfigur der Serie und ein 6-jähriger,[2] orangefarbener hund.
- Scotty Pfote (im Original Scooch Pooch) ist ein 6-jähriger,[2] blauer Terrier und Tatzes bester Freund.

## Produktion und Veröffentlichung
Die Serie wurde von 2021 von DreamWorks Animation Television (Vereinigte Staaten) und WildBrain Studios (Kanada) unter der Regie von Andrew Duncan und Kiran Shangherra produziert. Die Musik komponierte Paul Buckley.
Die Serie wurde am 26. Januar 2021 auf Netflix ausgestrahlt und auch weltweit ausgestrahlt.

## Synchronisation
Die Synchronisation wurde von der CSC-Studio in Hamburg in Auftrag gegeben. Für Dialogbuch und -regie war Rebecca Molinari verantwortlich.
| Rolle          | Englischer Sprecher | Deutscher Sprecher |
| -------------- | ------------------- | ------------------ |
| Tatze          | Michela Luci        | Benita Säck        |
| Scotty Pfote   | Callum Shoniker     | Gianluca Calafato  |
| Papa           | Martin Roach        | Patrick Stamme     |
| Scherzkeks     | Tajja Isen          | Liza Ohm           |
| Gilbert        | Lyon Smith          | Johannes Semm      |
| Spike          | Lyon Smith          | Flemming Stein     |
| Oma            | Judy Marshank       | Anja Topf          |
| Opa            | Patrick McKenna     | Patrick Stamme     |
| Lady Lydia     | Linda Ballantyne    | Iris von Kluge     |
| Mama Pfote     | Linda Ballantyne    | Nadine Schreier    |
| Sam            | Joshua Graham       | Roman Rossa        |
| Gerald         | Patrick McKenna     | Nilz Bessel        |
| Donny Slippers | Jamie Watson        | Markus Hanse       |

## Musik
Das Titellied wird von Paul Buckley, Reno Selmser und Zoe D’Andrea gesungen.

## Auszeichnungen
Leo Award 2021
- Nominierung in der Kategorie Best Direction Animation Series, für Andrew Duncan und Kiran Shangherra[4]

ACTRA Award 2022
- Auszeichnung in der Kategorie Outstanding Performance – Gender Non-Conforming or Male Voice, für Joshua Graham[5][6]
- Nominierung in der Kategorie Outstanding Performance – Gender Non-Conforming or Male Voice, für Anand Rajaram[5][6]

Canadian Screen Award 2022
- Nominierung in der Kategorie Best Animated Program or Series[7]